# فردریک بلانشی
فردریک بلانشی (انگلیسی: Frédéric Blanchy؛ ۱ ژوئیه ۱۸۶۸ – ۱ اکتبر ۱۹۴۴) قایقران قایق بادبانی اهل فرانسه بود. همچنین، بلانشی یک ملوان بود که در بازی‌های المپیک تابستانی ۱۹۰۰ شرکت کرد.